# Ein starkes Team: Tödliche Seilschaften
Tödliche Seilschaften ist ein deutscher Fernsehfilm von Johannes Grieser aus dem Jahr 2019. Es handelt sich um die 79. Folge der Krimiserie Ein starkes Team mit Florian Martens und Stefanie Stappenbeck in den Hauptrollen. Es ist der fünfzehnte Einsatz von Linett Wachow an der Seite von Otto Garber.

## Handlung
Die Berliner Kommissare Otto Garber und Linett Wachow ermitteln im Todesfall des Stiefsohnes des Berliner Bausenators Dietmar Vierach, dessen Leiche auf der Baustelle des Projekts „Multipodium Berlin“ in einem Kieshaufen aufgefunden wird. Der Tote recherchierte eigenmächtig die Hintergründe des neu geplanten Veranstaltungszentrums. Vierach steht unter dem Verdacht, zu Gunsten der Baufirma Carstens AG Ausschreibungen manipuliert zu haben, was ihm aber bis heute nicht zu beweisen ist. Garber und Wachow stellen sich die Frage, ob Boris Vierach zu viel wusste und deshalb sein Leben lassen musste. In dessen Wohnung finden sich Kampfspuren, aber keinerlei Hinweise auf den möglichen Täter. Auch die Befragung im Umfeld des Opfers bringt keine neuen Erkenntnisse. Einzig das Verhältnis von Dietmar Vierach zu der vermeintlichen Freundin des Opfers ist auffällig. Vierach hat Henriette Vollborn erstaunlich viele teure Geschenke zukommen lassen, was Stiefsohn Boris nicht verborgen geblieben sein dürfte. Eine weitere Spur findet sich durch Sebastian Klöckners Recherchen über ein Kind, das vor drei Jahren unter einem Kieshaufen zu Tode gekommen war. Mangelhafte Absperrungen auf der Baustelle in der Nachbarschaft der Eltern galt als Hauptursache. Bauunternehmer war aber Carstens und nicht Vierach, sodass ein Racheakt nicht so recht schlüssig ist. Da das Verhältnis von Vierach zu seinem Stiefsohn nicht sonderlich gut war, halten es die Ermittler für wahrscheinlich, dass Boris gegen ihn und Carstens gearbeitet und entsprechende Beweismittel gesammelt hatte. Das bewahrheitet sich, als Wachow einen Notruf von Henriette Vollborn erhält. Ein Mann verfolge sie und wolle die Unterlagen, die Boris bei ihr deponiert hatte. Leider kommen Garber und Wachow zu spät, denn der Killer hat sie im Auftrag von Michael Carstens gerade getötet, aber auch er wird im Schusswechsel von Garber erschossen. Im Ergebnis kann jedoch festgestellt werden, dass der Mann nicht der Mörder von Boris war. Dafür können die Ermittler am Ende Hannes Maischen, den Vater des getöteten Jungen überführen. Er hatte Boris auf der Baustelle übersehen und ihn versehentlich mit dem Radlader tödlich touchiert.

## Hintergrund
Die Dreharbeiten für Tödliche Seilschaften erstreckten sich vom 14. November 2018 bis zum 14. Dezember 2018 und fanden in Berlin und Umgebung statt. Ab 18. Oktober 2019 steht der Film vorab in der ZDFmediathek zur Verfügung. Die Erstausstrahlung erfolgte am 19. Oktober 2019.
Sputnik, dessen Rolle als Geschäftsmann in der Serie als ein Running Gag angelegt ist, kümmert sich dieses Mal um einen pensionierten Polizeihund und nervt damit das „Starke Team“. Garber, der Hunde eigentlich nicht besonders mag, versteht sich aber schon bald recht gut mit dem alten Jury.

## Rezeption

### Einschaltquote
Die deutsche Erstausstrahlung am 19. Oktober 2019 im ZDF wurde von 6,35 Mio. Zuschauer gesehen, was einen Marktanteil von 21,4 Prozent entsprach.

### Kritik
Tilmann P. Gangloff  wertete bei tittelbach.tv: „Wenn sich TV-Kommissare einen Fall gegenseitig erklären müssen, ist das immer ein schlechtes Zeichen.“ Doch dies Episode „bietet ein derart kompliziertes Beziehungsgeflecht, dass die Verbindungen zwischen den handelnden Personen ohne Zeichnung kaum zu durchschauen ist. Es geht um Korruption im Baugewerbe, außerdem um eine Liebeskonkurrenz zwischen Vater und Sohn sowie um eine zurückliegende Tragödie. Krimispannung kommt jedoch nur auf, wenn ein Killer sein Unwesen treibt. Angesichts der Unübersichtlichkeit ist die Comedy-Ebene, sonst oft ein Fremdkörper in den Filmen der Reihe, fast schon eine Wohltat. Der Rest ist – wie so oft in dieser Reihe – Routine.“
Bei der online-Plattform der Volksstimme lobte Christof Bock: „‚Tödliche Seilschaften‘ ist ein schnörkelloser Kriminalfilm, wie man ihn gern wieder öfter sehen würde - ein Thema, ein Mord, ein Kreis von Verdächtigen und eine Auflösung. Angesichts der Flut von TV-Experimenten, seelisch zerrütteten Fernsehkommissaren und übers Knie gebrochenen Gesellschaftskritiken im deutschen Fernsehen tut so eine unprätentiöse Samstagabendsendung einfach mal richtig gut.“